# Первомайское (Бийский район)
Первомайское — село в Бийском районе Алтайского края России. Административный центр Первомайского сельсовета.

## Физическая География
Село Первомайское является самым большим по численности населения в Бийском районе. Населённый пункт находится в лесостепной части Бийско-Чумышской возвышенности. Неподалёку от села протекает одна из самых больших рек края — Бия — на юге, и река Чемровка — на севере. Климат резко континентальный, с умеренным количеством осадков.

## История
Основано в 1929 г. как центральная усадьба вновь образованного совхоза «Бийский».

## Экономическая География
Село Первомайское имеет центральную отопительную систему. Угольная Котельная находится в Северо-Западной части села в ближайшие годы планируется полный переход на более экологически чистое топливо — природный газ.
В 2008 году на юго-востоке села появился глиняный карьер.
Село является центром Первомайского сельского совета. Основная отрасль хозяйства в селе — растениеводство (зерноводство) и животноводство, основное предприятие — АКГУП «Бийское» Архивная копия от 24 марта 2022 на Wayback Machine. После развала Советского Союза (1991) экономическая продуктивность сельского хозяйства в зерносовхозе пришла в упадок. В 2000-х экономика Первомайского в частности и Бийского района в целом начала стремительно развиваться.
Согласно федеральному плану развития дорожной инфраструктуры, на юге села проложена трасса федерального значения М-52.
На северо-восточной окраине села находится асфальто-бетонный завод, на северной — кирпичный завод (ныне не активный).
Питьевое водоснабжение села производится из артезианских скважин глубиной до 120 метров. Вода поступает с помощью насосов в водонапорные башни, которые распределены по территории села.

## Климат
| Показатель                    | Янв.  | Фев.  | Март  | Апр.  | Май  | Июнь | Июль | Авг. | Сен. | Окт.  | Нояб. | Дек.  | Год   |
| ----------------------------- | ----- | ----- | ----- | ----- | ---- | ---- | ---- | ---- | ---- | ----- | ----- | ----- | ----- |
| Абсолютный максимум, °C       | 5,7   | 7,1   | 17,5  | 33,4  | 35,7 | 37,7 | 40,7 | 38,5 | 34,5 | 28,1  | 16,5  | 10,5  | 40,7  |
| Средний суточный максимум, °C | −11,5 | −9    | −1,8  | 9,1   | 18,6 | 23,5 | 25,8 | 23,3 | 17,4 | 8,7   | −2    | −9,1  | 7,9   |
| Средняя температура, °C       | −16,5 | −14,8 | −7,7  | 3,5   | 12,2 | 17,3 | 19,6 | 16,8 | 10,8 | 3,2   | −6,5  | −13,7 | 2,2   |
| Средний суточный минимум, °C  | −22,7 | −21,5 | −14,5 | −2,4  | 5    | 10,3 | 13   | 10,3 | 4,4  | −1,9  | −11,4 | −19,3 | −4,1  |
| Абсолютный минимум, °C        | −56,1 | −48,1 | −40,3 | −25,3 | −6,8 | −1,7 | 3,2  | −0,1 | −8,1 | −21,3 | −39,2 | −47,5 | −56,1 |

## Население
| 1997  | 1998  | 1999  | 2000  | 2001  | 2002  |
| ----- | ----- | ----- | ----- | ----- | ----- |
| 4926  | ↗5075 | ↗5100 | ↗5116 | ↗5173 | ↘5014 |
| 2003  | 2004  | 2005  | 2006  | 2007  | 2008  |
| ↗5036 | ↗5111 | ↗5159 | ↘5105 | ↘5085 | ↗5201 |
| 2009  | 2010  | 2011  | 2012  | 2013  | 2021  |
| ↘5193 | ↗5303 | ↘5301 | ↗5412 | ↗5454 | ↘5275 |

## Инфраструктура
- Две школы
- Детский сад «Колосок»
- Районная больница
- Дом культуры
- Библиотека

В центре села располагается памятники В.И Ленину и воинам, погибшим в годы Великой Отечественной войны (1941—1945 гг.)

## История школы
Школа была открыта в 1930 году через год после основания совхоза. Её первое название — «Зерносовхозная школа». Заведующей школы была Ильиных Е. А. Учились всего семь лет. Через четыре года школа сделала свой первый выпуск. С середины 1950-х годов школа стала восьмилеткой, а для обучения и проживания детей с отделений совхоза при ней был открыт интернат, действующий до 1984 года. В 1965 году школа была преобразована в Первомайскую среднюю. Архивировано из оригинала 9 августа 2018 года.. Первый выпуск десятиклассников был в 1965 году. Их было немного, всего 19 человек. В школе действовали ученическая производственная бригада и лагерь труда и отдыха — «Сатурн 70». В 1974 году было построено нынешнее здание школы. В разное время школу возглавляли: Демьянов Евгений Павлович (1965—1966), Морозов Евгений Михайлович (1966—1978), Рыков Юрий Ефимович (1978—1986), Хмелёвский Анатолий Зигмундович (1986—2012). В настоящее время директором школы является Беляева Марина Юрьевна.
В 2002 году в с. Первомайское открылась ещё одна средняя школа — МБОУ «Первомайская СОШ № 2» (недоступная ссылка — история).. И с того момента бессменным директором второй школы является Машанский Евгений Алексеевич.